# Bauländer Bote
Der Bauländer Bote wurde 1875 als Hauptanzeigeblatt für die Bezirke Adelsheim, Boxberg und Umgebung gegründet.

## Geschichte
Das Bauland ist eine Landschaft im Nordosten Baden-Württembergs. Zum Zeitpunkt der Zeitungsgründung war es eine periphere Region im Großherzogtum Baden. Die Gegend war aufgrund ihrer abgeschiedenen Lage und mangelnden Infrastruktur rückständig. Zeitungen erschienen in der Region nur im benachbarten Wertheim. Um diese Lücke zu schließen, wurde der Bauländer Bote in Adelsheim gegründet. Die Stadt befand sich seit dem Wechsel des Bezirksamts von Osterburken nach Adelsheim im Jahr 1828 im Umbruch von einer ländlichen Siedlung zum badischen Amtsstädtchen. Der Bauländer Bote übernahm fast unmittelbar die Rolle als amtliches Verkündigungsblatt für die Amtsbezirk Adelsheim und Boxberg übernahm.
Die Zeitung richtete sich vorwiegend an die bäuerliche Bevölkerung der Region und entstand aus einer Privatinitiative. Zwölf Adelsheimer Bürger zeichneten 1875 Garantiescheine, um den wirtschaftlichen Grundstein einer neue Zeitung zu legen. Neben wenigen überregionalen Nachrichten, zu denen alle internationalen bis badischen Meldungen zusammengefasst wurden, überwogen Meldungen aus Stadt und Land. Dazu gehörten für die ländliche Bevölkerung wichtige Marktberichte und Informationen zu Preisbewegungen für landwirtschaftliche Produkte.
Die wirtschaftliche Situation der Zeitung war schwierig. Bis 1892 kam es zu mehreren Verlegerwechseln und die Auflage betrug im Jahr 1905 lediglich 2.750 Exemplare. Damit war der Bauländer Bote aber die Zeitung mit der zweithöchsten Auflage im Kreis Mosbach.
Politisch war die Zeitung konservativ ausgerichtet und unterstützte die Monarchie im Großherzogtum Baden und dem Deutschen Kaiserreich. Hauptgegner waren die Sozialdemokraten. Deren Anhänger wurden ab 1909/1910 durch die konkurrierende Adelsheimer Zeitung "Der süddeutsche Volksfreund" bedient.

## Erscheinung und Überlieferung

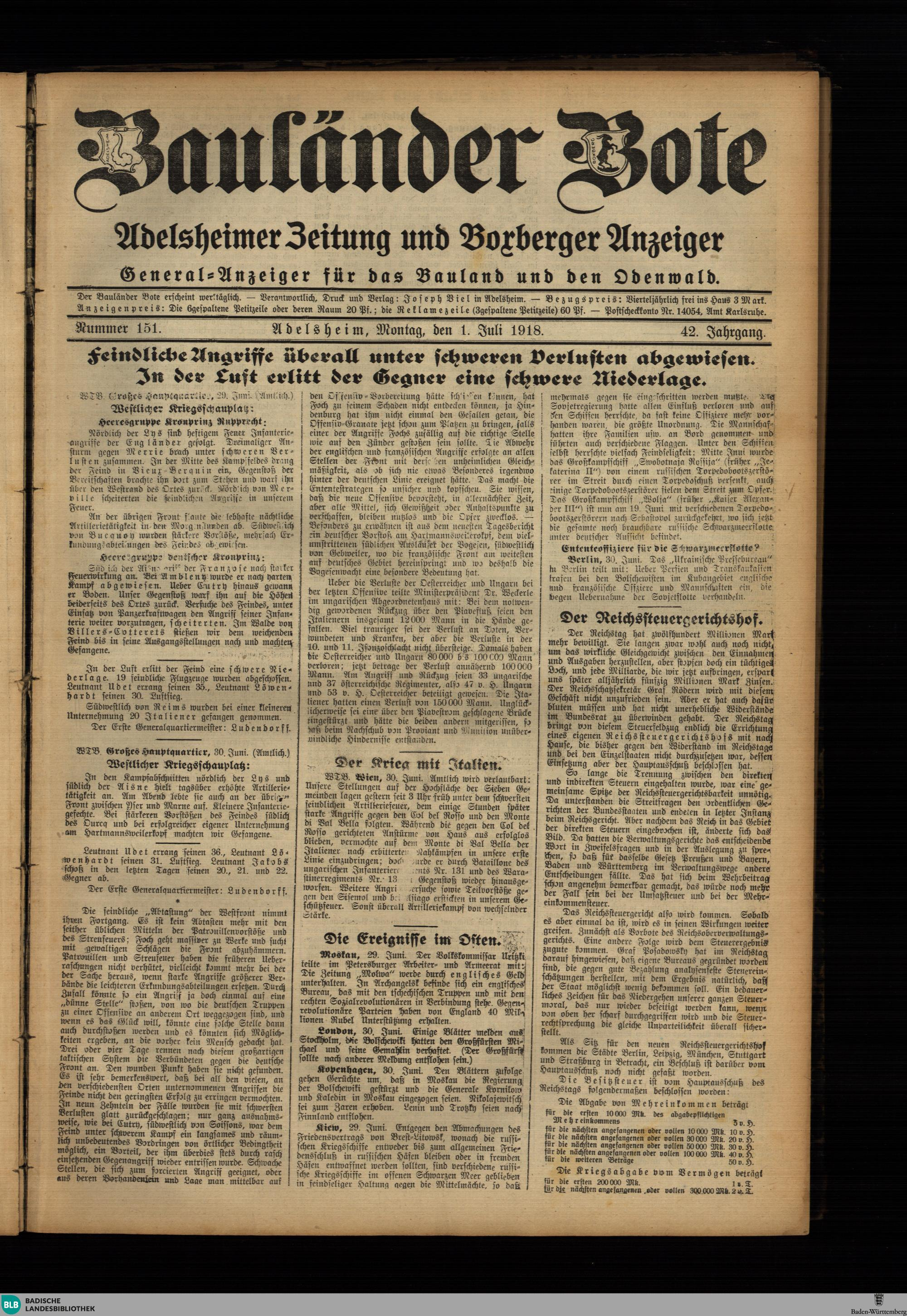
Titelblatt des Bauländer Bote

Der Bauländer Bote erschien ab 1875 zunächst dreimal pro Woche. Ab 1876 erschien sie viermal pro Woche und später mit bis zu sechs Ausgaben. Die Samstagsausgabe umfasst neben der normalen Ausgabe din so bezeichnetes zweites Blatt, das neben wechselnden Meldungen hauptsächlich einen Fortsetzungsroman bot. 1941 musste der Bote unter den Bedingungen der Kriegswirtschaft sein Erscheinen einstellen musste. Ab 1973 erscheint er wieder als amtliches Mitteilungsblatt der Stadt Adelsheim.
Der historischen Ausgaben von vor 1873 sind nur lückenhaft überliefert. Die Badische Landesbibliothek hat die Ausgaben 1914 bis 1918 in ihrem Bestand und bietet sie digitalisiert in ihren Digitalen Sammlungen an. In den 1970er-Jahren verfügte der Verleger noch über die Jahrgänge 1909 und 1910 sowie 1914 bis 1941, deren aktueller Verbleib aber nicht bekannt ist.